# Гирмай Ефрем
Гирмай Ефрем (англ. Ghirmai Efrem; род. 4 апреля 1996, Хельсингборг, Мальмёхус) — эритрейский пловец. Участник летних Олимпийских игр 2020 года.

## Биография
Гирмай Ефрем родился 4 апреля 1996 года в шведском городе Хельсингборг в семье выходцев из Эритреи.
После 2016 года оставил спорт, став капитаном дальнего плавания, но решил возобновить карьеру ради выступления за олимпийскую сборную Эритреи.
В 2019 году участвовал в чемпионате мира по водным видам спорта в Кванджу. На дистанции 50 метров вольным стилем занял 71-е место (23,92 секунды), на дистанции 50 метров на спине показал 56-й результат (27,96).
В 2020 году вошёл в состав сборной Эритреи на летних Олимпийских играх в Токио. На дистанции 50 метров вольным стилем занял 46-е место, показав результат 23,94 и уступив 1,97 секунды худшим из попавших в полуфинал Максиму Груссе из Франции и Павлу Юрашеку из Польши. Был знаменосцем сборной Эритреи на церемонии открытия Олимпиады.